# Chrysidoidea
Super-famille
Synonymes
- Bethyloidea

Les Chrysidoidea sont une super-famille d'hyménoptères regroupant des caractères parasitiques (parasitoïdes et cleptoparasites).

## Phylogénie du groupe
- Chrysidoidea
  - Plumariidae
  - clade non nommé
    - Scolebythidae
    - clade non nommé
      - clade non nommé
        - Bethylidae
        - Chrysididae

      - clade non nommé
        - Sclerogibbidae
        - clade non nommé
          - Embolemidae
          - Dryinidae

## Référence
(en) James M. Carpenter, « What do we know about chrysidoid (Hymenoptera) relationships? », Zoologica Scripta, The Norwegian Academy of Science and Letters, vol. 28, nos 1-2,‎ 1999, p. 215-231 (DOI 10.1046/j.1463-6409.1999.00011.x, lire en ligne)